# Arne Bendiksen
Arne Joachim Bendiksen, (Bergen, 19 de Outubro de 1926 - 26 de março de 2009) foi um cantor, compositor e produtor musical norueguês.

## Carreira
Durante as décadas de 50, 60 e 70 foi a principal figura na música popular da Noruega. Primeiro fez parte do grupo The Monn Keys, mais tarde como solista e compositor para outros artistas. Além de escrever as suas próprias canções, ela também traduziu muitos sucessos internacionais para norueguês.  Arne Bendiksen participou em várias selecções para escolher a canção da Noruega para a Eurovisão. Este cantor representou o seu país por três vezes no Festival Eurovisão da Canção que foram em:  1964 com Spiral como solista,  e como compositor em 1973 com Å, for et spill e em 1974 com Hvor er du?. Participou por quatro vezes como compositor, sendo de destacar a canção interpretada por  Åse Kleveland Intet er nytt under solen no Festival Eurovisão da Canção 1966, que terminou em terceiro lugar.
Nos inícios de 1964, Bendiksen tornou-se director da sua própria editora musical. Graças a ele vários cantores noruegueses atingiram a fama, como: Wenche Myhre e Kirsti Sparboe. Todavia no Festival Eurovisão da Canção 1969, a canção Oj, Oj, Oj, så glad jeg skal bli, (composta por Bendiksen e interpretada por Kirsti Sparboe apenas obteve um ponto.
Contudo, não se deixou abalar e continuou a sua vida musical, como compositor e letrista até à década de 1970. Na década de 1980 virou-se para o mercado infanto-juvenil, com a realização de cassetes e de festas. No final ele trabalhava com crianças, numa escola primária, ensinando música.
Arne Bendiksen faleceu a 26 de março de 2009 após ter estado um curto período internado. A causa do morte foi insuficiência cardíaca.

## Canções famosas
- Jeg vil ha en blå ballong
- Intet er nytt under solen
- Oj, Oj, Oj, så glad jeg skal bli
- Lykken er...
- Og han kvakk-, kvakk-, kvakk-, kvakk-, kvakker når han ser, pengene blir fler' og fler'!
- Knekke egg
- Det blir ikke regn i dag